# Kazimierz Górecki (1919–2002)
Kazimierz Górecki (ur. 11 lutego 1919 w Malcu, zm. 4 lipca 2002 w Sopocie) – żołnierz armii radzieckiej i ludowego Wojska Polskiego, uczestnik II wojny światowej, oficer resortu bezpieczeństwa publicznego i służby bezpieczeństwa, wicedyrektor Departamentu II, kontrwywiadu MSW.

## Życiorys
Syn Piotra i Aleksandry. Z zawodu stolarz. Podczas II wojny światowej od 1940 był żołnierzem Armii Czerwonej, a od 1943 ludowego Wojska Polskiego. Służył w 1 Dywizji Piechoty im. Tadeusza Kościuszki. W Armii Czerwonej skończył szkołę podoficerską w 280. samodzielnym batalionie saperów w Kursku i uzyskał stopień kaprala (25 czerwca 1941), a w LWP skończył kurs minerów w 1 DP im. Tadeusza Kościuszki i kurs podoficerów polityczno-wychowawczych i został sierżantem (4 marca 1944). Uczestnik bitwy pod Lenino. 
Od marca do lipca 1944 był na kursie NKWD w Kujbyszewie. Od 1 września 1944 w resorcie Bezpieczeństwa Publicznego. Od 10 listopada 1944 do 6 lipca 1945 szef PUBP w Sokółce, następnie do 10 kwietnia 1947 szef PUBP w Grajewie, do 1 stycznia 1948 naczelnik Wydziału I Wojewódzkiego Urzędu Bezpieczeństwa Publicznego w Białymstoku, do 25 stycznia 1948 inspektor przy Kierownictwie, a do 25 lutego 1948 p.o. zastępcy szefa tego urzędu. Od 25 lutego 1950 do 20 maja 1951 zastępca szefa WUBP w Rzeszowie, następnie do 1 marca 1953 p.o. szefa tego urzędu, do 1 sierpnia 1955 szef WUBP w Bydgoszczy, następnie na kursie Wyższej Szkoły KGB (Высшая школа КГБ) w Moskwie (1955–1956). 
Od 1 października do 28 listopada 1956 zastępca szefa Wojewódzkiego Urzędu ds. Bezpieczeństwa Publicznego (WUdsBP) w Szczecinie. Od 1 stycznia 1958 do 5 kwietnia 1965 zastępca komendanta wojewódzkiego ds. SB w Szczecinie, następnie do 15 czerwca 1970 I zastępca komendanta wojewódzkiego ds. SB KW MO w Gdańsku. Od 15 czerwca do 1 sierpnia 1970 wicedyrektor Departamentu II, kontrwywiadu MSW. W okresie 1 sierpnia 1970 do 31 sierpnia 1974 szef Grupy Operacyjnej „Wisła” w Moskwie. Na emeryturę przeszedł w 1975. Pochowany w Sopocie.

## Odznaczenia
- Srebrny Medal „Zasłużonym na Polu Chwały”,
- Medal Zwycięstwa i Wolności 1945,
- Krzyż Walecznych,
- Srebrny Krzyż Zasługi,
- Złoty Krzyż Zasługi,
- odznaki 10, 20 i 30 lat W Służbie Narodu,
- Krzyż Kawalerski Orderu Odrodzenia Polski (1954),
- Krzyż Oficerski Orderu Odrodzenia Polski (1964),
- Krzyż Komandorski Orderu Odrodzenia Polski(1969),
- Medal 10-lecia Polski Ludowej.